# (400244) 2007 PD11
(400244) 2007 PD11 es un asteroide perteneciente al cinturón de asteroides, descubierto el 12 de agosto de 2007 por Rafael Ferrando desde el Observatorio Pla D'Arguines, Segorbe (Castellón de la Plana), España.

## Designación y nombre
Designado provisionalmente como 2007 PD11.

## Características orbitales
2007 PD11 está situado a una distancia media del Sol de 2,387 ua, pudiendo alejarse hasta 2,687 ua y acercarse hasta 2,086 ua. Su excentricidad es 0,125 y la inclinación orbital 5,996 grados. Emplea 1347,18 días en completar una órbita alrededor del Sol.

## Características físicas
La magnitud absoluta de 2007 PD11 es 17,1.